# Victoria Sauze
Victoria Sauze (21 de julho de 1991) é uma jogadora de hóquei sobre a grama argentina, medalhista olímpica.

## Carreira
Sauze integrou a Seleção Argentina de Hóquei sobre a grama feminino nos Jogos Olímpicos de Verão de 2020 em Tóquio, quando conquistou a medalha de prata após confronto contra a equipe holandesa na final da competição. Nos Jogos Olímpicos de Verão de 2024, em Paris, conquistou a medalha de bronze no torneio feminino do hóquei sobre a grama, após vencer confronto contra a equipe belga por pênaltis.